# Matteo Mainardi

Opere mercantili et economiche, 1646

Matteo Mainardi (Bologna, XVI secolo – XVII secolo) è stato un economista, matematico e filosofo italiano.

## Biografia
Viene ricordato per aver fatto, insieme con Antonio Maria Villavecchia, Ambrogio Lerici, Giovanni Domenico Peri, Simon Grisogono, Giovanni Antonio Moschetti, Lodovico Flori e altri la storia della ragioneria nel seicento italiano, scrivendo varie opere sul tema, oltre a un'opera sulla storia di tutte le chiese di Bologna; tutte le sue opere furono ristampate nel 1700. La sua opera del 1632 La scrittura mercantile formatamente regolata è ritenuta particolarmente rilevante.

## Opere
- Matteo Mainardi, La scrittura mercantile formatamente regolata, Bologna, Per Giacomo Monti, 1632.
- Matteo Mainardi, Origine e fondatione di tutte le chiese che di presente si trovano nella città di Bologna, Bologna, presso Clemente Ferroni, 1633.
- Matteo Mainardi, Il Cambio reale per ogni Piazza, Bologna, 1638.
- Matteo Mainardi, L'economo; overo, La scrittura tutelare, Bologna, Tebaldini, 1641.
- Matteo Mainardi, Opere mercantili et economiche, Bologna, Giacomo Monti, 1646.
- Matteo Mainardi, L'economo; overo, La scrittura tutelare, Bologna, per il Longhi, 1700.